# مارتین مول
مارتین مول (انگلیسی: Martin Mull؛ زادهٔ ۱۸ اوت ۱۹۴۳ – درگذشتهٔ ۲۷ ژوئن ۲۰۲۴) یک هنرپیشه اهل ایالات متحده آمریکا بود. وی از سال ۱۹۷۲ میلادی تاکنون مشغول فعالیت بوده‌است. مول بیشتر برای حضور در سریال‌های سابرینا جادوگر نوجوان، دنی فانتوم و پرورش شکست‌خورده شناخته‌می‌شود. او در سال ۲۰۱۶، برای بازی در سریال معاون رئیس‌جمهور نامزد جایزه امی ساعات پربیننده بهترین بازیگر مهمان شد.

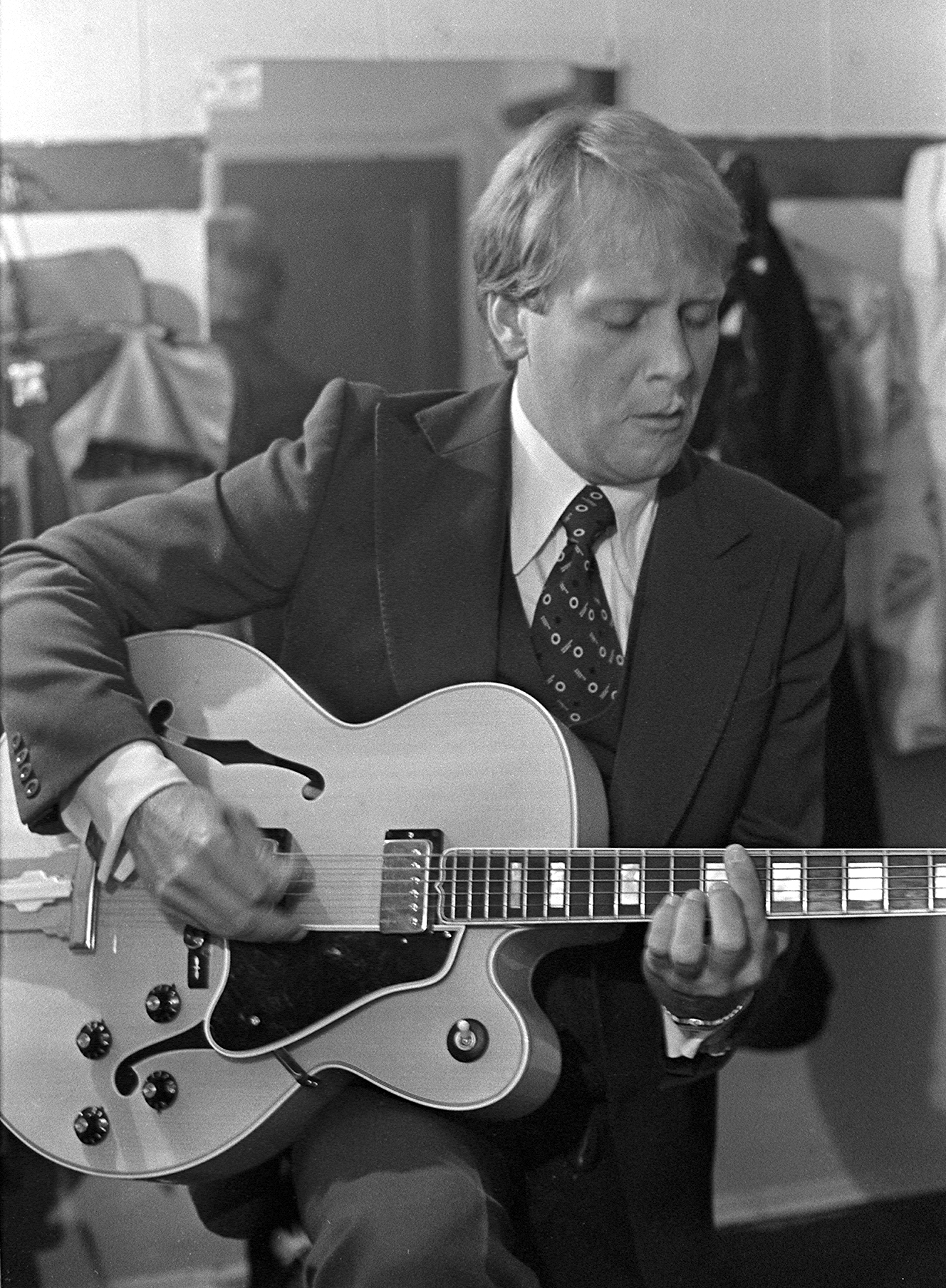
مول در سال ۱۹۷۶

## فیلم‌شناسی
- بادیگارد من (۱۹۸۰)
- آقای مادر (۱۹۸۳)
- مدرسه خصوصی (۱۹۸۳)
- دختران کالیفرنیا (۱۹۸۵)
- سرنخ (۱۹۸۵)
- لب‌های اجاره‌ای (۱۹۸۸)
- تد و ونوس (۱۹۹۱)
- خانم داوت‌فایر (۱۹۹۳)
- ریچی ریچ ۲ (۱۹۹۸)
- غریبه‌های فامیل (۲۰۰۶)
- قاتلین (۲۰۱۰)
- رفتار بی‌‌فایده و احمقانه (۲۰۱۸)

### مجموعه تلویزیونی
- سابرینا جادوگر نوجوان (۲۰۰۰-۱۹۹۷)
- آزمایشگاه دکستر (۲۰۰۲)
- دنی فانتوم (۲۰۰۷-۲۰۰۴)
- پرورش شکست‌خورده (۲۰۱۳-۲۰۰۴)
- بابای آمریکایی! (۲۰۱۱-۲۰۰۵)
- نظم و قانون: واحد قربانیان ویژه (۲۰۰۸)
- معاون رئیس‌جمهور (۲۰۱۶)
- ان‌سی‌آی‌اس: لس آنجلس (۲۰۱۷)
- بروکلین نه-نه (۲۰۲۰)
- برگری باب (۲۰۲۰)